# Jean Durand
Jean Durand, född 8 januari 1865, död 11 oktober 1936, var en fransk politiker.
Durand var deputerad 1906-19 och från 1920 medlem av senaten, där han anslöt sig till demokratiska och radikal-socialistiska vänstern. Han var jordbruksminister i Paul Painlevés bägge regeringar 1925 och i Aristide Briands av november 1925. När Aristide Briand i mars 1926 och sedan i juni samma år omformade sin ministär, blev Durand inrikesminister. Durand var undervisningsminister i Camille Chautemps regering 1930.